# Miguel Alonso Reyes
Miguel Alejandro Alonso Reyes (Zacatecas, Zacatecas; 20 de septiembre de 1971) es un abogado y político mexicano. Es Diputado Federal de la LXVI Legislatura del Congreso de la Unión de México por el Partido Revolucionario Institucional. Fue gobernador de Zacatecas de 2010 a 2016.
De octubre del 2021 a enero del 2025, desempeñó el cargo de  Secretario de Operación Política del Partido Revolucionario Institucional (PRI), por designación del Presidente del Comité Ejecutivo Nacional (CEN), Alejandro Moreno Cárdenas; y en  2024 fue Secretario General del Comité Ejecutivo Nacional del PRI.

## Biografía
Miguel Alonso Reyes realizó sus estudios básicos en la ciudad de Zacatecas y egresó como abogado de la Universidad Panamericana en la Ciudad de México, y maestro en Gobierno y Políticas Públicas por la Universidad Panamericana Santa Fe, Ciudad de México. 
Resultó elegido gobernador en las elecciones del 5 de julio de 2010 y asumió la titularidad del cargo el 12 de septiembre del mismo año.
A la conclusión de su sexenio en 2016, confirmaban los datos del Instituto Nacional de Estadística y Geografía (INEGI) en el último dato anual publicado se ubicó a Zacatecas entre los 10 estados con mayor crecimiento económico del país, con una tasa de 3.8 por ciento, mientras que la media nacional era del 2.1 por ciento.
En noviembre de 2016 Miguel Alonso Reyes fue nombrado director general del Fondo Nacional de Fomento al Turismo (Fonatur), cargo que asumió hasta diciembre de 2018.

## Vida personal
Contrajo matrimonio con su esposa Korina Bárcena en abril de 2018 en una boda realizada en la Ciudad de México. Resultado de dicha unión nacieron tres hijos, dos varones gemelos y una mujer.

## Pueblos Mágicos
En el periodo de su gobernatura Miguel Alonso Reyes logró el nombramiento de cuatro de los cinco Pueblos Mágicos de Zacatecas, se trata de Teúl de González Ortega, Sombrerete, Pinos y Nochistlán. La quinta localidad es Jerez de García Salinas y obtuvo el distintivo en 2007, cuando Alonso se desempeñó como Secretario de Turismo del Estado de Zacatecas.

## Otras actividades
En el año 2003 fue nombrado presidente de la Asociación Nacional de Ciudades Mexicanas del Patrimonio Mundial, cargo que concluyó al año siguiente, donde posteriormente en el 2004 fue elegido como secretario técnico del Programa “Tesoros Coloniales de México” de la SECTUR.
Es importante mencionar también que en el año 2007 ocupó el cargo de presidente de la mesa directiva del primer periodo de Sesiones Ordinarias de la LIX Legislatura del Congreso del Estado de Zacatecas y en el año 2009 como Presidente y Fundador de la Organización Política “Zacatecas en Movimiento” A.C.
En febrero del año 2013 con una de las más nutridas asistencias, con 29 mandatarios y tres representantes de gobiernos estatales se eligió al entonces Jefe del Ejecutivo de Zacatecas Miguel Alonso Reyes como Coordinador de Minería Cultura de la Conferencia Nacional de Gobernadores, CONAGO en reconocimiento al liderazgo que ha mostrado en ambos rubros, que figuraban en su proyecto integral de desarrollo.

## Actividades partidistas
Miguel Alonso Reyes es un Militante del Partido Revolucionario Institucional, Consejero Político Nacional y del Estado de Zacatecas se desempeñó como Secretario Adjunto a la Presidencia del Comité Ejecutivo Nacional del PRI.
Para el dirigente Gustavo Uribe Góngora dicho nombramiento fue un aliento de fuerza para la militancia, porque con toda su experiencia política Miguel Alonso Reyes contribuyó enormemente en la muy avanzada consolidación de este Partido y particularmente para el proceso electoral del 2021 en Zacatecas.

## Vida Actual
Actualmente es Diputado Federal de la LXVI Legislatura del Congreso de la Unión de México; es Secretario de la Comisión Ordinaria de Turismo, de Gobernación y Población e integrante de la Comisión de Asuntos Migratorios. Fue Secretario General del Comité Ejecutivo Nacional del PRI, donde Moreno Cárdenas afirmó que Alonso Reyes, quien también fue director del Fondo Nacional de Fomento Turístico (Fonatur) durante la recta final del gobierno de Enrique Peña Nieto, “tiene su estrategia y compromiso claro con el partido”

## Reconocimientos y condecoraciones
En el año 2000 obtuvo el Reconocimiento como “Destacado Joven Político Mexicano” Fundación Friedrich Naumann, Colonia, Alemania y en el año 2016 Miguel Alonso Reyes obtuvo la Condecoración de la “Gran Cruz de la Orden de Isabel la Católica” otorgada por Felipe VI Rey de España, por haber contribuido a estrechar lazos de amistad y cooperación con España. En el año 2012, siendo Gobernador de Zacatecas, Miguel Alonso Reyes, recibió el nombramiento "Alumno Distinguido de la Universidad Panamericana", su alma mater.